# قسم نو أباد الريفي
قسم نو أباد الريفي هي قسم تقع في إيران في Arvandkenar District. يقدر عدد سكانها بـ 174 نسمة .